# Izbiceni, Olt
Izbiceni este satul de reședință al comunei cu același nume din județul Olt, Oltenia, România. Se află în partea de sud-est a județului, în Câmpia Romanaților, pe Olt. Este o localitate în care agricultura este foarte dezvoltată, în special cultura protejată a plantelor în solarii. Hidrocentrală.